# Parafia św. Józefa w Rościszewie
Parafia Świętego Józefa w Rościszewie – parafia należąca do dekanatu sierpeckiego, diecezji płockiej, metropolii warszawskiej.
Została erygowana w XIV wieku. Mieści się przy ulicy Jana Pawła II.